# Man on the Edge
«Man on the Edge» — сингл с альбома The X Factor британской группы Iron Maiden. Выпущен в 1995 году. Песня основана на фильме С меня хватит с Майклом Дугласом (оригинальное название фильма — «Falling Down»; эта фраза повторяется в припеве). Первый сингл группы, выпущенный с Блэйзом Бэйли.
Iron Maiden часто играли эту песню во время тура Ed Hunter в 1999 году, и это была одна из пяти песен, сочинённых во время пребывания Бэйли в группе, которые группа продолжила исполнять после его ухода (остальные Lord of the Flies, Sign of the Cross, Futureal, The Clansman).
Всего на эту песню было снято три клипа. Один из них снимал на месте в Масаде в Израиле, второй представляет собой более кинематографический ролик с группой выступающей в лучах синих тонах и человеком, летящим вниз; третий является 'sneak-peek', состоящего из нарезки комических моментов черно-белого немого кино и был использована в рекламных целях до выпуска сингла. Это третий вариант представляется как «Easter Egg» DVD «Visions of the Beast».
Концертная версия песни, записанная в 1999 году, вышла на сингле The Wicker Man 2000 года с вокалом Брюса Дикинсона.

## Список композиций

### CD 1
1. «Man on the Edge» (Blaze Bayley, Janick Gers) — 4:13
2. «The Edge of Darkness» (Steve Harris, Bayley, Gers) — 6:39
3. «Judgement Day» (Bayley, Gers) — 4:06
4. «Blaze Bayley Interview, Part I» — 5:41

### CD 2
1. «Man on the Edge» (Blaze Bayley, Janick Gers) — 4:13
2. «The Edge of Darkness» (Steve Harris, Bayley, Gers) — 6:39
3. «Justice of the Peace» (Harris, Dave Murray) — 3:33
4. «Blaze Bayley Interview, Part II» — 5:56

### 12" disc
1. «Man on the Edge» (Blaze Bayley, Janick Gers) — 4:13
2. «The Edge of Darkness» (Steve Harris, Bayley, Gers) — 6:39
3. «I Live My Way» (Harris, Bayley, Gers) — 3:48

## Состав
- Blaze Bayley — vocals
- Dave Murray — guitar
- Janick Gers — guitar, backing vocals
- Steve Harris — bass guitar, backing vocals
- Nicko McBrain — drums